# Bronchitida
Bronchitida je zánět průdušek, tudíž spadá mezi záněty dolních cest dýchacích. Jedná se o jeden z nejběžnějších patologických jevů postihující dýchací soustavu. Ve stěně průdušek dochází ke vzniku zánětlivého edému a tvorbě exsudátu.

## Příčiny
- mikroorganismy: respirační viry, bakterie, chlamydie, kvasinky, plísně
- inhalace dráždivých plynů a par (kouření)
- okolnosti podporující vznik onemocnění: prochlazení, suchý vzduch, nepříznivý celkový stav

## Příznaky
- kašel – ranní, zprvu suchý později s expentorací (vykašláváním) hlenů – produktivní, záchvatovitý. Dráždivý kašel a bolest za hrudní kostí značí akutní bronchitidu. Trvalý kašel s vykašláváním žlutého až zeleného hlenu značí bronchitidu chronickou.
- sputum – hlenové až hleno-hnisavé
- zvýšená teplota: akutní – subfebrilie až febris, chronické: bez teploty
- únava, bolest hlavy

## Komplikace
- CHOPN – vystupňovaná bronchitis, charakteristická
- přechod na plíce – pneumonie
- přechod do chronicity
- zhoršení základní choroby u kardiaků a diabetiků

## Léčba
- mukolytika = léky usnadňující vykašlávání, rozpouštějící hleny
- expectorancia = léky usnadňující a napomáhající odkašlávání
- vitamín C, zinek – zvýšení imunity
- ATB při bakteriální nákaze
- RHB – polohování (Fowlerova poloha, Ortopnoická poloha), poklepová masáž

## Dělení bronchitid
Dle průběhu:
- akutní
- chronická

Dle etiologie:
- virová
- bakteriální
- mykotická
- parazitární
- autoimunitní (alergie)